# Anne-Charles Goislard de Montsabert
Pour les articles homonymes, voir Goislard de Monsabert.
Anne-Charles Goislard de Montsabert est un magistrat et administrateur français né en 1677 et mort le 21 octobre 1733 d'un accident de cheval. Il est issu d'une famille de la noblesse de robe, parisienne et installée en Anjou. Conseiller au Parlement de Paris, pro-janséniste, il participe à la polysynodie comme membre du Conseil des affaires du dedans.

## Une famille de parlementaires
La famille Goislard est originaire du pays chartrain. Jacques Ier Goislard, né vers 1547/1550 près de Chartres et mort en 1622, fils de François Goislard et de Denise Berthon, devient procureur au Parlement de Paris vers 1580. Son frère André (mort en 1641) est chanoine de Chartres et d'Orléans. La famille accède à la noblesse par le fils de Jacques Ier, Jacques II Goislard, greffier des commissions extraordinaires du Conseil et anobli par charge de secrétaire du roi (1608-1643). En descendent des générations de parlementaires. La famille Goislard est installée à Paris, dans des maisons voisines du collège des Bernardins et a une chapelle familiale dans l'église Saint-Étienne-du Mont depuis 1609, où au moins cinq membres de la famille sont enterrés.

## Biographie

### Un parlementaire angevin et parisien
Anne-Charles Goislard de Montsabert est le fils de Marc-Anne Goislard (mort le 8 novembre 1712), conseiller au Parlement de Paris et de son épouse Anne Le Maistre (morte le 26 juillet 1711), héritière des seigneuries de Montsabert (paroisse de Coutures), de Richebourg (au Thoureil) et de Noirieux, en Anjou, mariés en novembre 1676. Anne Le Maistre est la fille de Claude Le Maistre (mort en 1685), seigneur de Montsabert. Auparavant, Montsabert a appartenu aux familles d'Aubigné et de Laval.

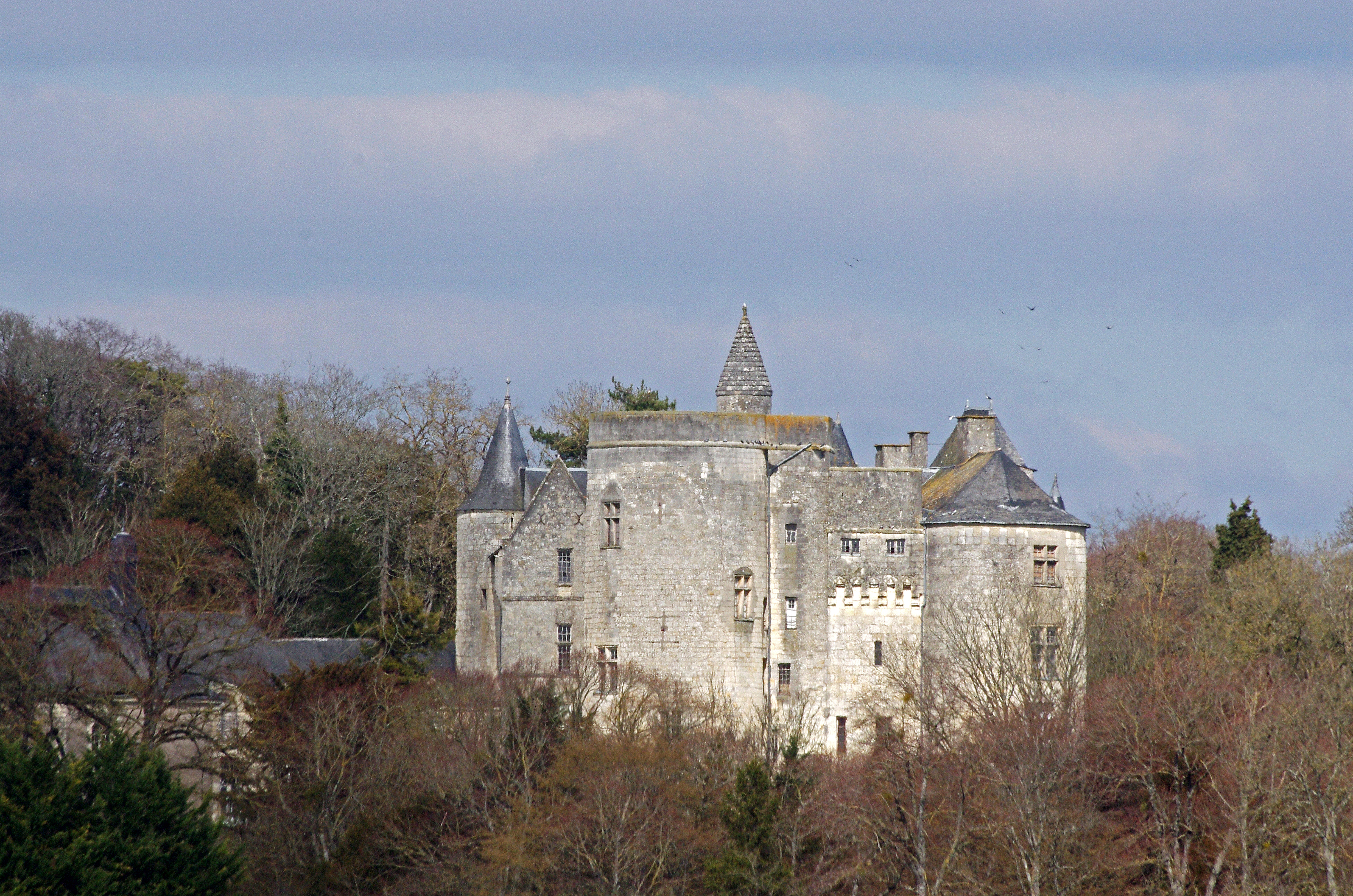
Château de Montsabert

Anne-Charles Goislard est chevalier, seigneur de Montsabert et baron de Richebourg. À Paris, il reste dans le quartier de ses ancêtres, rive gauche : il possède une maison quai de la Tournelle et habite aussi rue des Bernardins. Il épouse le 13 octobre 1714 en premières noces Marie-Louise de Riantz (morte le 6 mars 1717), fille de Charles de Riantz comte de Rémalard, et en secondes noces Marguerite Patu (morte en mars 1777 à Paris), fille de Philippe Patu, conseiller à la Cour des aides de Paris.
Goislard de Montsabert est d'abord avocat du roi au Châtelet. Il devient conseiller à la quatrième chambre des enquêtes du Parlement de Paris en 1701. Il s'y illustre particulièrement par son opposition à la bulle Unigenitus. Lors de la séance d'enregistrement de cette dernière le 15 février 1714, il soutient, avec Charles Gaspard Dodun et Guillaume Menguy, une modification importante de ce texte proposée par l'abbé René Pucelle.

### Au Conseil des affaires du dedans
En septembre 1715, dans le cadre du système de la polysynodie, Goislard de Montsabert entre au Conseil des affaires du dedans du Royaume. Il fait partie des trois parlementaires pro-jansénistes, avec l'abbé Menguy et Ambroise Ferrand, que le Régent nomme à ce conseil. Le Régent hésite à son propos : avant sa nomination définitive, le nom de Goislard de Montsabert est d'abord rayé de la liste provisoire.
Pour le Régent, ces nominations ont pour but de récompenser le Parlement de Paris de son soutien lors de la cruciale journée du 2 septembre 1715 qui a assis son pouvoir, tout en ne nommant pas les parlementaires dans les conseils particuliers plus prestigieux (guerre, affaires étrangères, finances), à part Dodun qui entre au Conseil de finances. De plus, ces nominations sont utiles puisque le Conseil du dedans doit traiter des affaires religieuses.
Au Conseil du dedans, Goislard de Montsabert reçoit un département qui couvre une partie du Centre-Ouest de la France : le Maine, le Perche , le comté de Laval, la Touraine, le Bourbonnais, le Nivernais, La Rochelle, l'Aunis et Oléron.
Goislard de Montsabert reste membre du Parlement, mais réussit à échapper au conflit qui oppose ensuite ce dernier au Régent. En effet, comme Charles Gaspard Dodun et Gilbert de Voisins et contrairement à certains de leurs collègues qui y perdent leur place dans les conseils (Ambroise Ferrand, l'abbé Guillaume Menguy, l'abbé René Pucelle), il ne siège pas lors de la séance du 20 juin 1718 pendant laquelle le Parlement se prononce contre l'édit sur les monnaies, suscitant la colère du Régent.

### Loisirs
Comme d'autres parlementaires, Anne-Charles Goislard de Montsabert possède une bibliothèque fournie. Un tiers de ses livres traite de jurisprudence.
Goislard de Montsabert, qui aime les chevaux, meurt des suites d'un accident en essayant de nouveaux attelages le 21 octobre 1733. Il est inhumé à Coutures le lendemain 22 octobre 1733.

## Descendance
Anne-Charles Goislard de Montsabert et sa première épouse, Marie-Louise Riantz ont eu :
- Anne-Louis Goislard de Montsabert (né le 12 mars 1708 et mort en 1780), seigneur de Montsabert, comte de Richebourg (au Thoureil), conseiller au Parlement de Paris (1732-1780), époux de Françoise Le Sage, fille d'Alain-René Le Sage, officier du roi[10]. La baronnie de Richebourg réunie à la seigneurie de Montsabert est érigée en comté en 1752[5]. Leur fils est Anne-Louis Goislard de Monsabert, célèbre pour sa résistance aux projets fiscaux royaux en 1788[10].
- Anne-Jean-Baptiste Goislard de Montsabert (né le 4 avril 1709), seigneur de Baillé et d'Andonville, conseiller au Parlement de Paris, époux le 29 avril 1739 de Marie Madeleine Charlotte Magneux[11] fille de François Magneux avocat au Parlement de Paris[8].
- Marie-Anne Goislard de Montsabert (née le 31 mai 1710), épouse en 1731 Philibert Rullaud, conseiller au Parlement de Paris[8]. Leur fille Anne Louise Rullaud d'Auroir est l'épouse de Jean-François Joseph Geffrard de la Motte, comte de Sanois.
- Anne-Louise Goislard de Montsabert, épouse le 26 mai 1739 Nicolas Hénin seigneur de Longuetoise, conseiller au Parlement de Paris[8].

## Héraldique
| Blason | Blasonnement : D'azur à trois roses d'or |